# Корчувальник (стаття)
«Корчувальник: Алгоритм типової уніфікації точок доступу і надмірності» — назва квазінаукової статті, написаної програмою-генератором квазінаукових англомовних текстів, перекладеної машинним перекладачем і прийнятої в 2008 році до публікації в російському науковому журналі з переліку визнаних державою наукових журналів.

## Історія
Колектив газети «Троїцький варіант» на чолі з М. С. Гельфандом склав статтю, спираючись на російський переклад англомовної статті «Rooter: A Methodology for the Typical Unification of Access Points and Redundancy», згенерованої програмою SCIgen. Вихідна стаття містила правдоподібний на вигляд, але слабкозв'язний і безглуздий текст і раніше вже використовувалася в подібних цілях. Під назвою «Корчувальник: Алгоритм типової уніфікації точок доступу і надмірності» та від імені неіснуючого аспіранта Михайла Жукова з неіснуючого Інституту інформаційних проблем РАН цю статтю було надіслано для публікації в «Журнал наукових публікацій аспірантів і докторантів». Після плати за опублікування статті у розмірі 4500 рублів стаття була прийнята до друку, отримавши позитивний відгук рецензента (який є співробітником одного з московських інститутів) про те, що «стаття прийнята з невеликими зауваженнями». Публікація отримала широке висвітлення в ЗМІ і викликала скандал в науковій спільноті. На хвилі скандалу журнал був виключений із переліку ВАК.
Головний редактор «Журналу наукових публікацій аспірантів і докторантів» Володимир Іванов підтвердив, що стаття «Корчувальник» була опублікована в його журналі, але спробував пояснити це помилками, допущеними рецензентом інституту, куди посилалися на перевірку матеріали, що надходили до редакції: «Журнал уклав угоду з одним з московських інститутів і посилав туди статті на рецензії. На цю статтю ми отримали в цілому позитивну рецензію. Були зроблені зауваження, але не було нічого сказано про те, що стаття в цілому безглузда».
М. С. Гельфанд зазначав, що в статті було поставлено велику кількість так званих «застережливих прапорців», один з них — подяка особисто йому, Гельфанду, за привернення уваги заявленого автора до проблеми публікації випадкових текстів. Крім того, в списку літератури були присутні автори прізвища Gayson (з англ. — «син-гей») і Softporn (з англ. — «м'яке порно»). Були використані безглузді одиниці вимірювання, завдяки яким уважний читач міг би зрозуміти всю недоладність написаного, наприклад, відношення сигнал/шум вимірювалося в нанометрах, а час — у циліндрах.
Іванов намагався домогтися скасування рішення ВАК про виключення його журналу через суд, але 27 лютого 2009 року Арбітражний суд Москви відхилив позов редакції «Журналу наукових публікацій аспірантів і докторантів» до Міністерства освіти та науки Росії. Суд вирішив, що ВАК має право керувати списком на свій розсуд і що виключення журналу зі списку ВАК не обмежує права засновників журналу на літературну, мистецьку, наукову, технічну та інші види творчості і не є перешкодою для реалізації завдань та досягнення цілей, визначених установчими документами. Дане рішення було залишено без зміни і судовою інстанцією вищого рівня.